# Clément & Cie

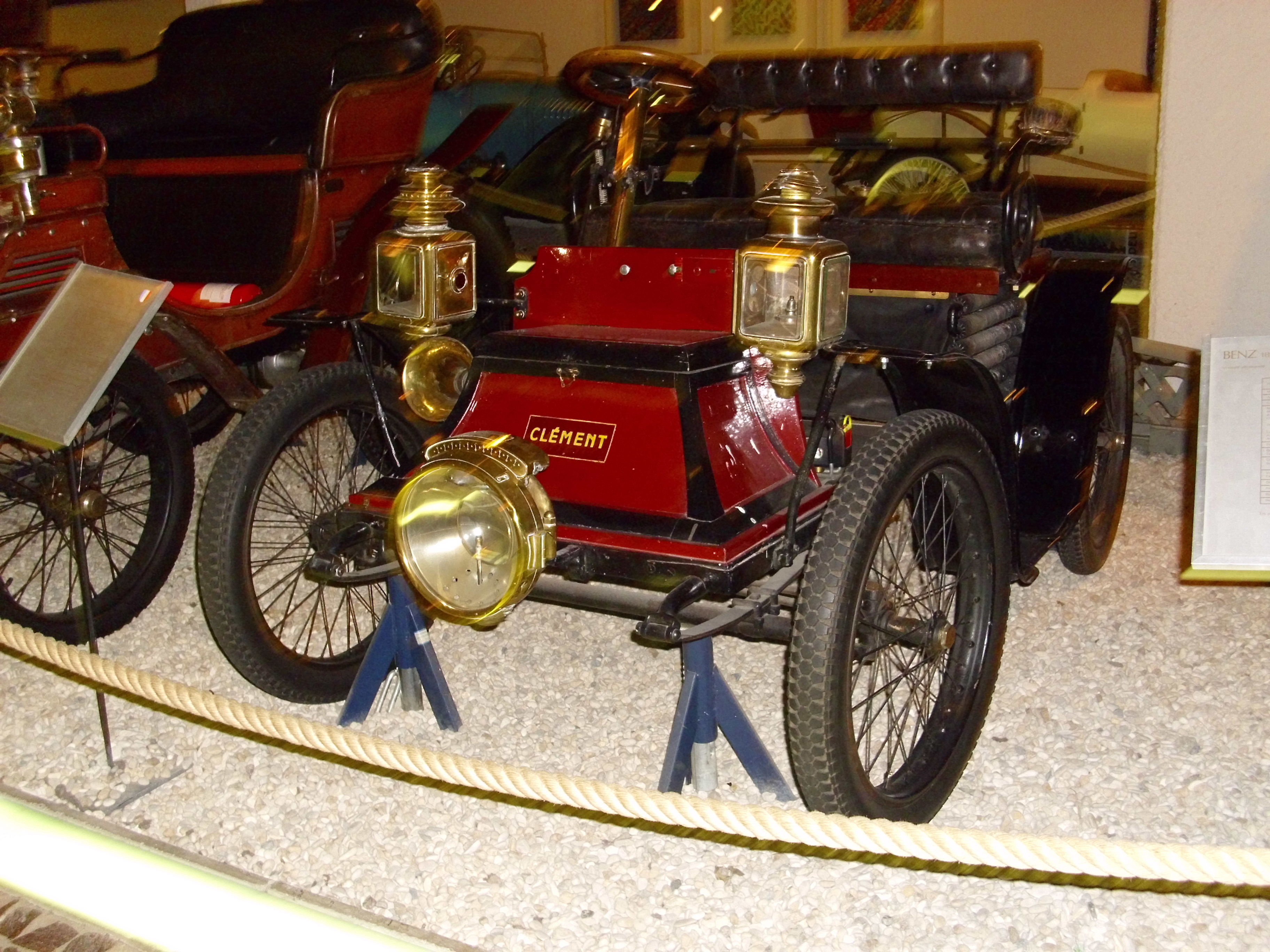
Clément-De Dion von 1898

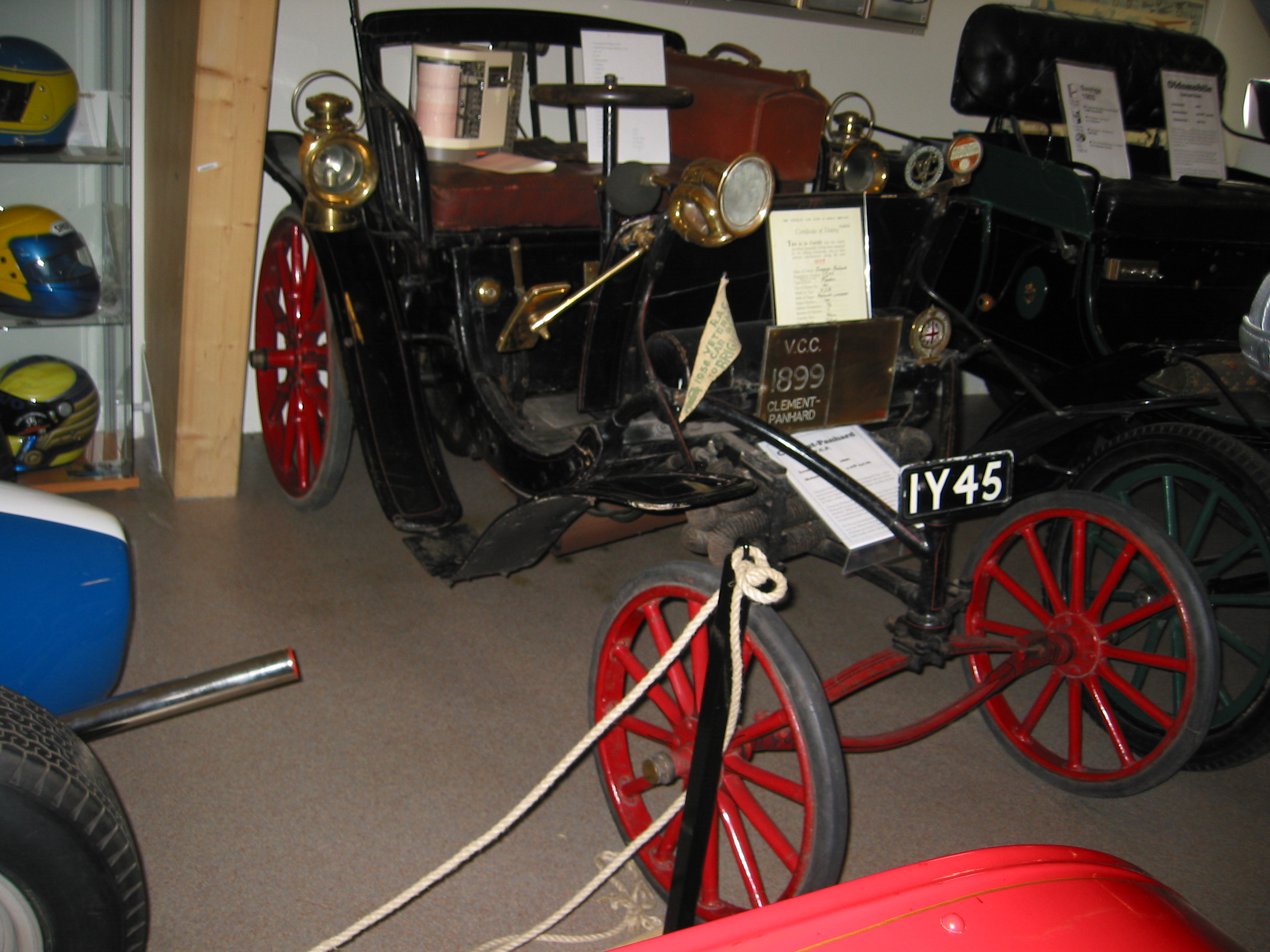
Clément-Panhard von 1899

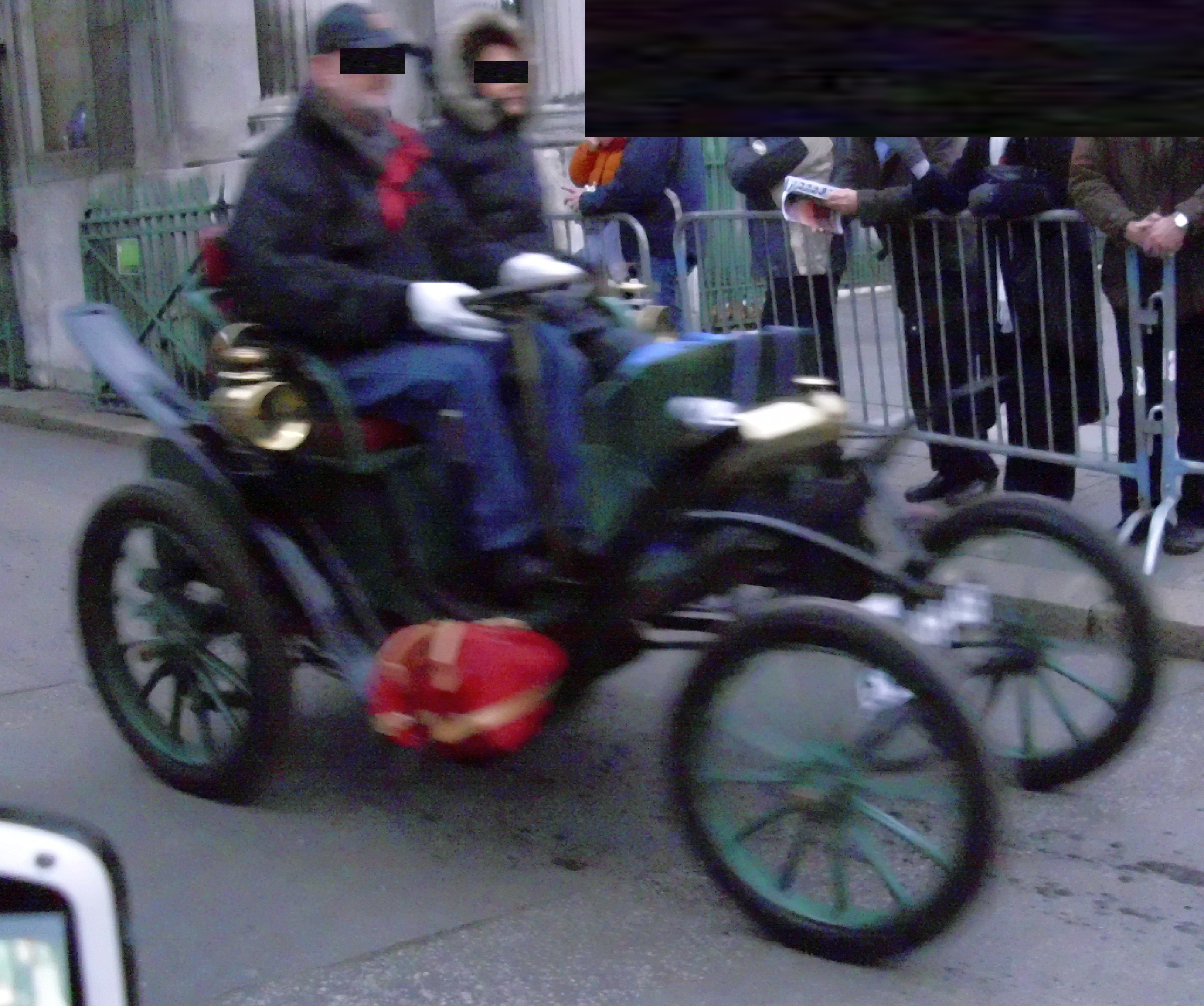
Clément-Panhard von 1900

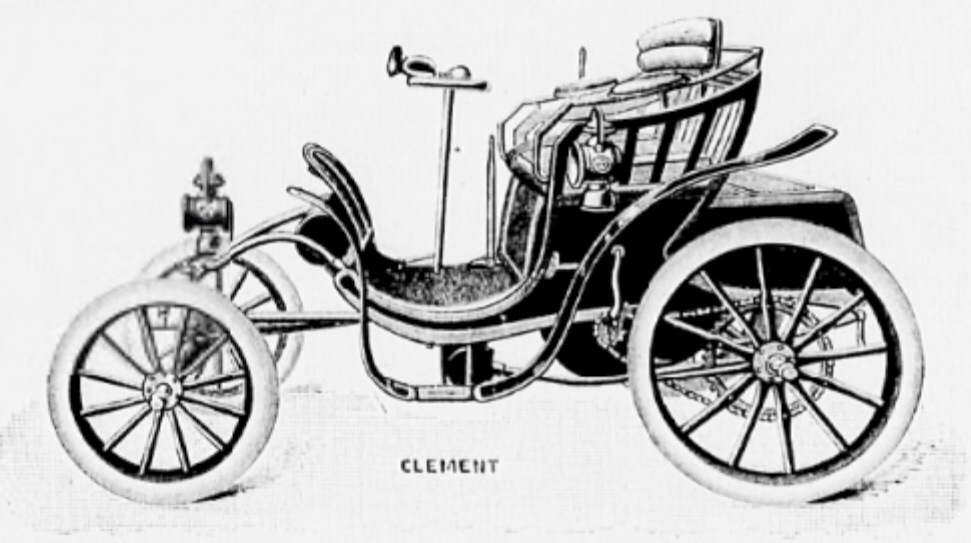
Clément-Panhard von 1900

Clément & Cie war ein französischer Automobilhersteller.

## Unternehmensgeschichte
Adolphe Clément gründete 1878 das Unternehmen in Paris zur Fahrradproduktion. Später verlegte er den Sitz nach Levallois-Perret. 1896 wurde es zur Société Française des Cycles Clément et Gladiator fusioniert. 1898 begann die Produktion von Automobilen. Der Markenname lautete Clément. 1903 endete die Produktion. Im Oktober 1903 erfolgte die Umbenennung des Unternehmens in S.A. des Établissements Clément-Bayard, und die Fahrzeuge wurden nun als Clément-Bayard angeboten. Den Namen Bayard wählte Clément nach Pierre du Terrail, Chevalier de Bayard, einem Ritter des Mittelalters seiner Region.

## Fahrzeuge
Die ersten Fahrzeuge waren Dreiräder und Vierräder. 1897 wurde ein leichtes Fahrzeug (Voiturette) mit wahlweise einem oder zwei Sitzplätzen vorgestellt. Es hatte einen luftgekühlten, liegenden Zweizylindermotor, der über eine Kette die Hinterachse antrieb. Das (Riemen-)Getriebe hatte vier Übersetzungen und ermöglichte eine Geschwindigkeit bis zu 32 km/h. Die zweisitzige Voiturette wog 250 kg.
Ab etwa 1898 gab es die Modelle Clément-De Dion mit Motor von De Dion-Bouton im Heck und Clément-Panhard nach einem Entwurf des Konstrukteurs Krebs für Panhard & Levassor, der aber bei Panhard & Levassor nicht in Produktion ging.
Um 1900 kam ein Fahrzeug mit einem wassergekühlten Zweizylinder-Motor mit 3 PS Leistung heraus. Das vierrädrige Fahrzeug wog 400 kg und besaß ein Dreiganggetriebe. Die erreichbaren Geschwindigkeiten in den Gängen waren: 1. Gang 8 km/h, 2. Gang 16 km/h und 3. Gang 32 km/h. Der Tankinhalt betrug 22 Liter. Der Kühlkreislauf hatte 15 Liter Inhalt.
1901 folgten die moderneren Modelle 7 CV mit Einzylindermotor und 12 CV mit Zweizylindermotor, bei denen der Motor jeweils vorne im Fahrzeug eingebaut war, sowie 1902 der 20 CV mit Vierzylindermotor, der auch als Rennwagen beim Rennen Paris-Wien eingesetzt wurde.
1903 bestand das Angebot aus den Modellen 9 CV sowie den beiden Vierzylindermodellen 12 CV und 16 CV.

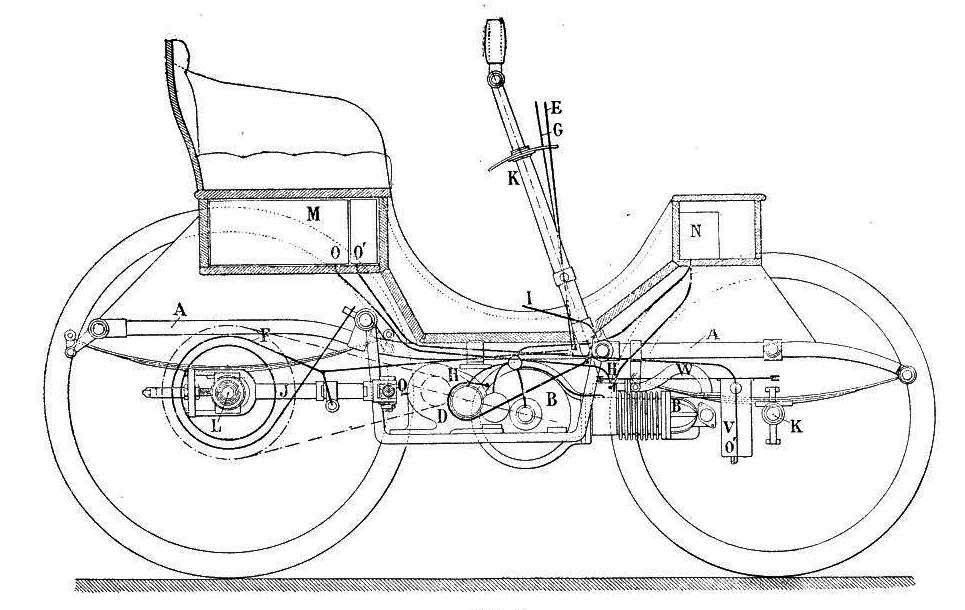
Clément Voiturette (1897)
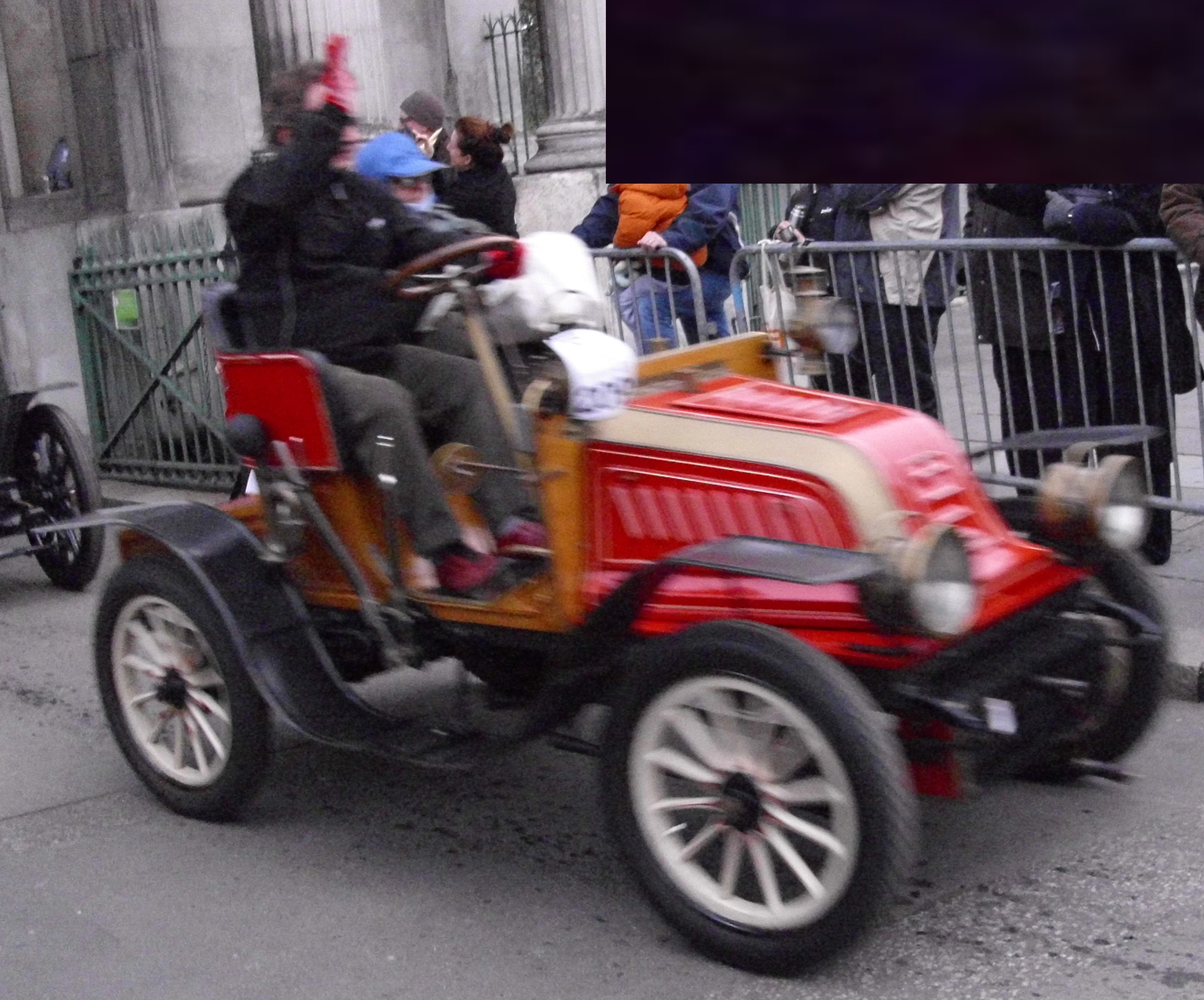
Clément von 1902
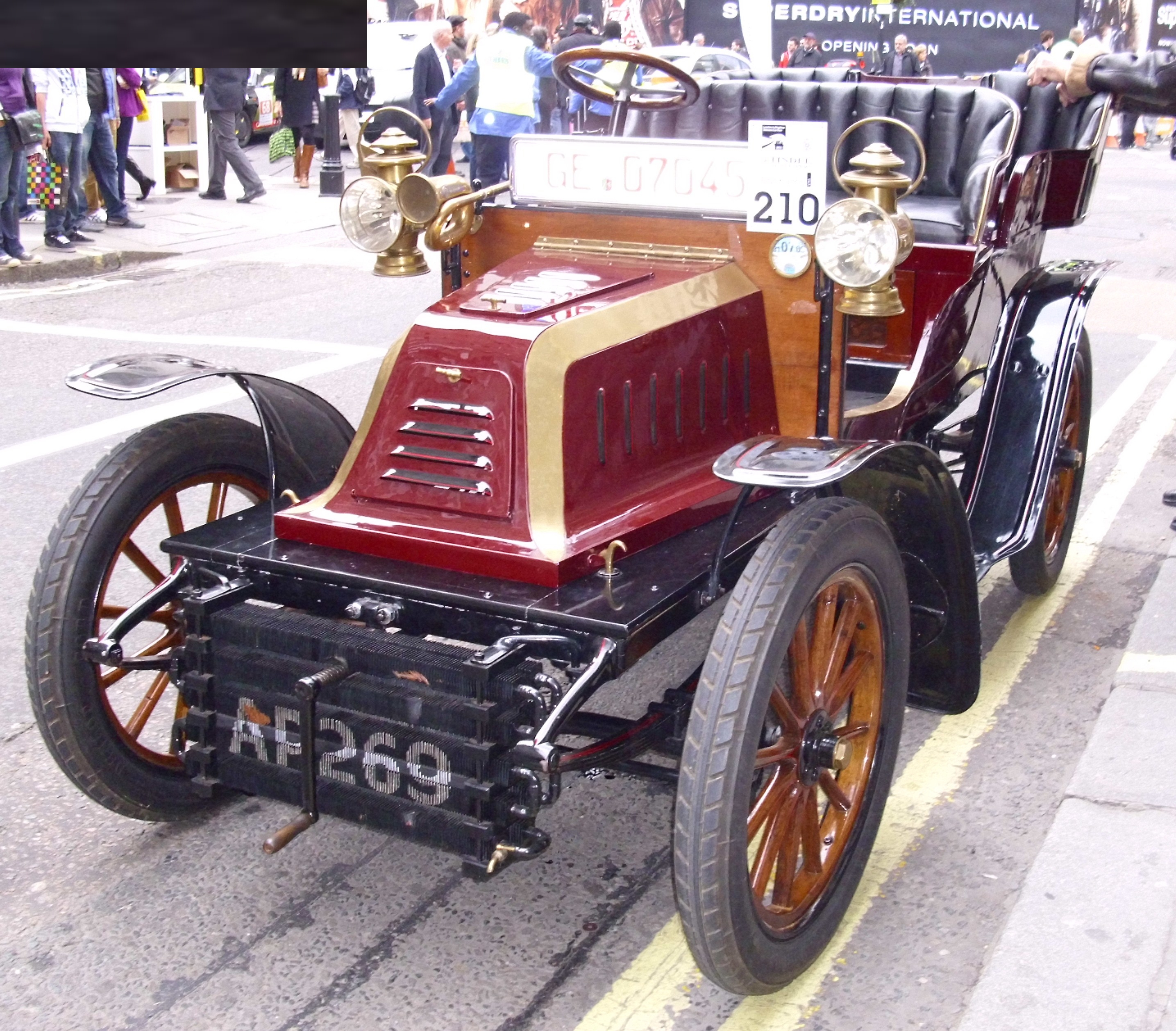
Clément von 1902
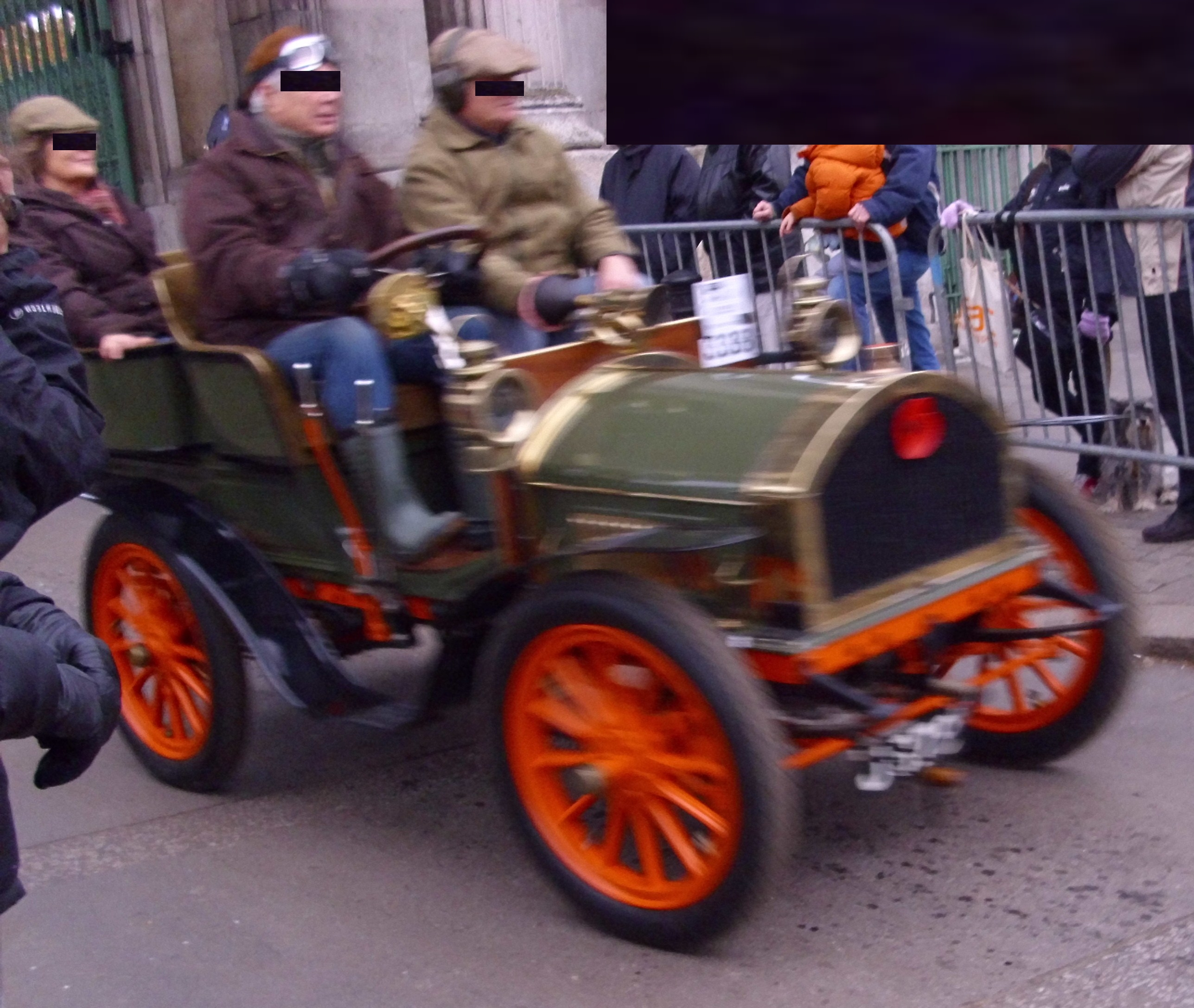
Clément von 1903